# Kalendarium historii Torunia

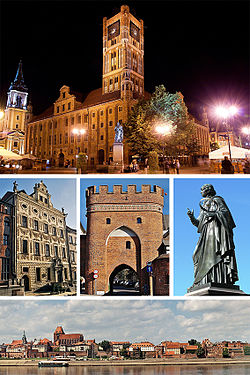
Ratusz Staromiejski, Pałac Dąmbskic, Brama Mostowa, Pomnik Mikołaja Kopernika, Zespół staromiejski

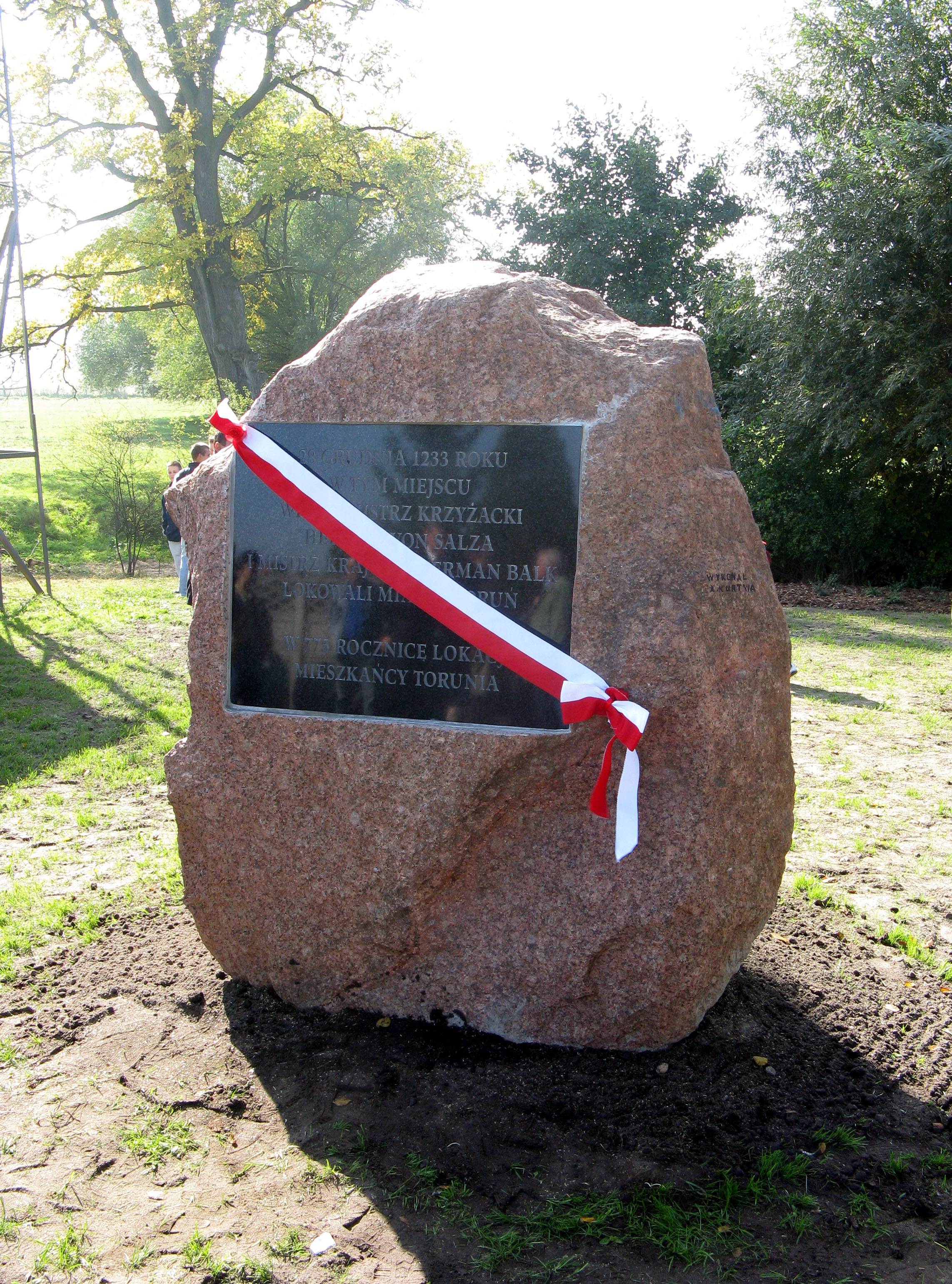
Obelisk w Starym Toruniu, upamiętniający domniemane miejsce pierwotnej lokalizacji Torunia

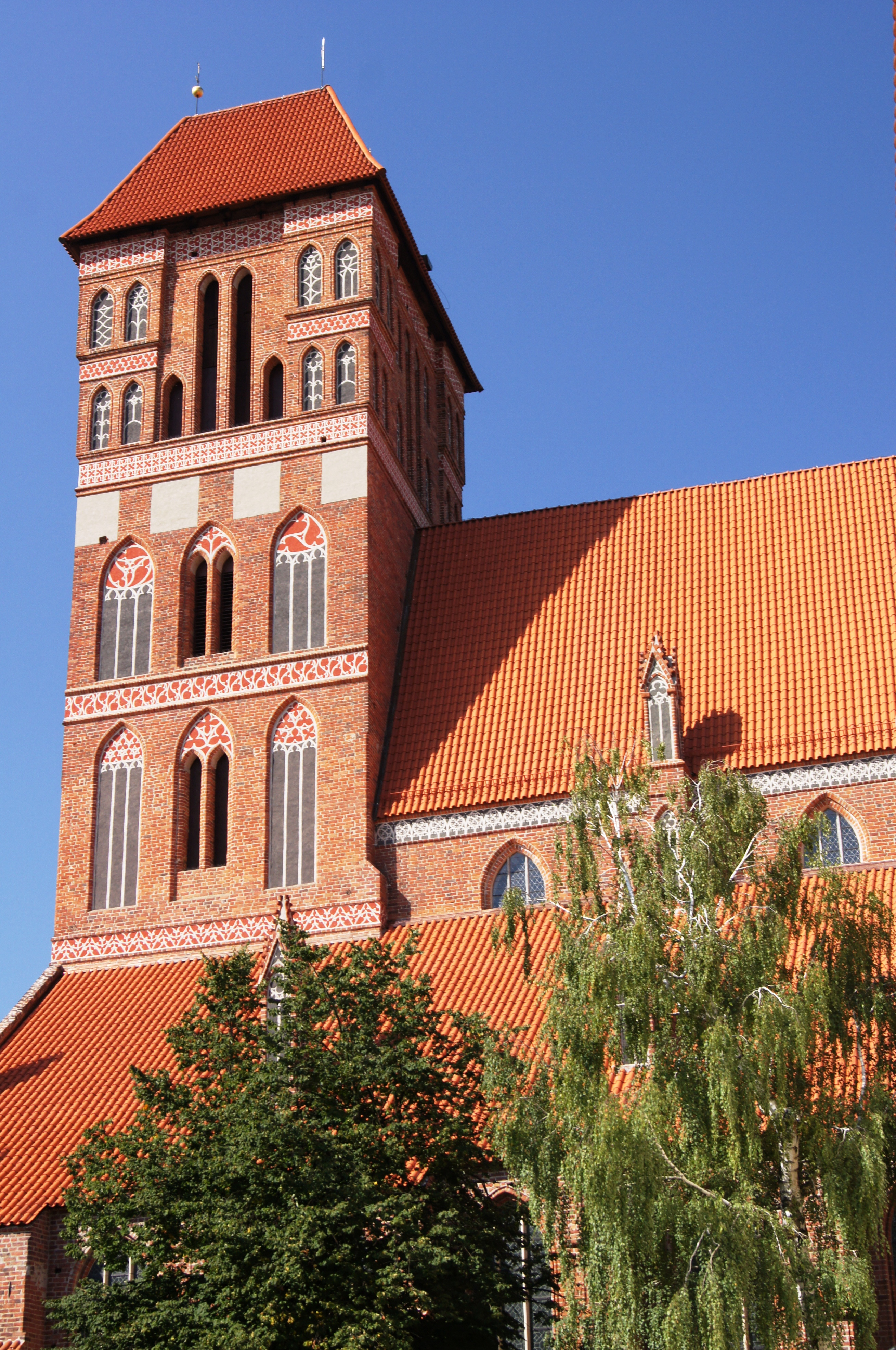
Kościół św. Jakuba

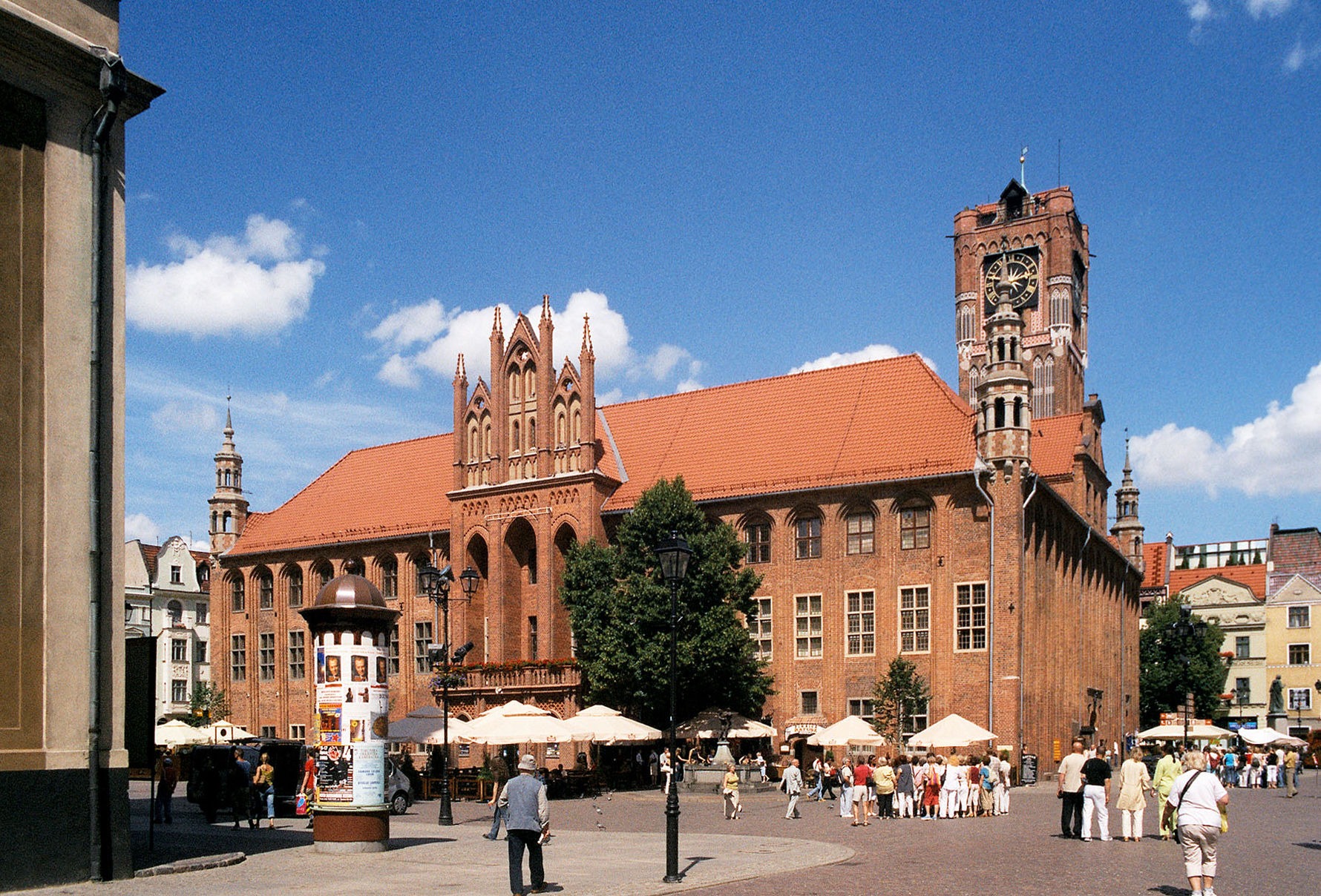
W 1274 Toruń otrzymał przywilej na budowę kramów i ław chlebowych, wraz z budową wieży obecnego Ratusza Staromiejskiego

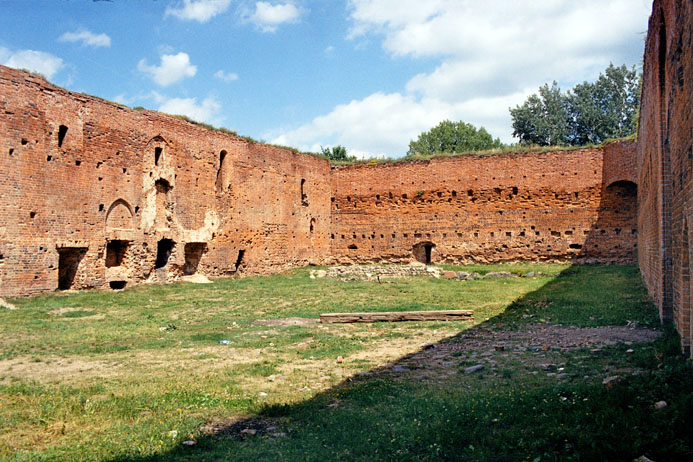
Zamek Dybowski w Toruniu, na którym w 1454 nadano przywileje „złotej wolności szlacheckiej”

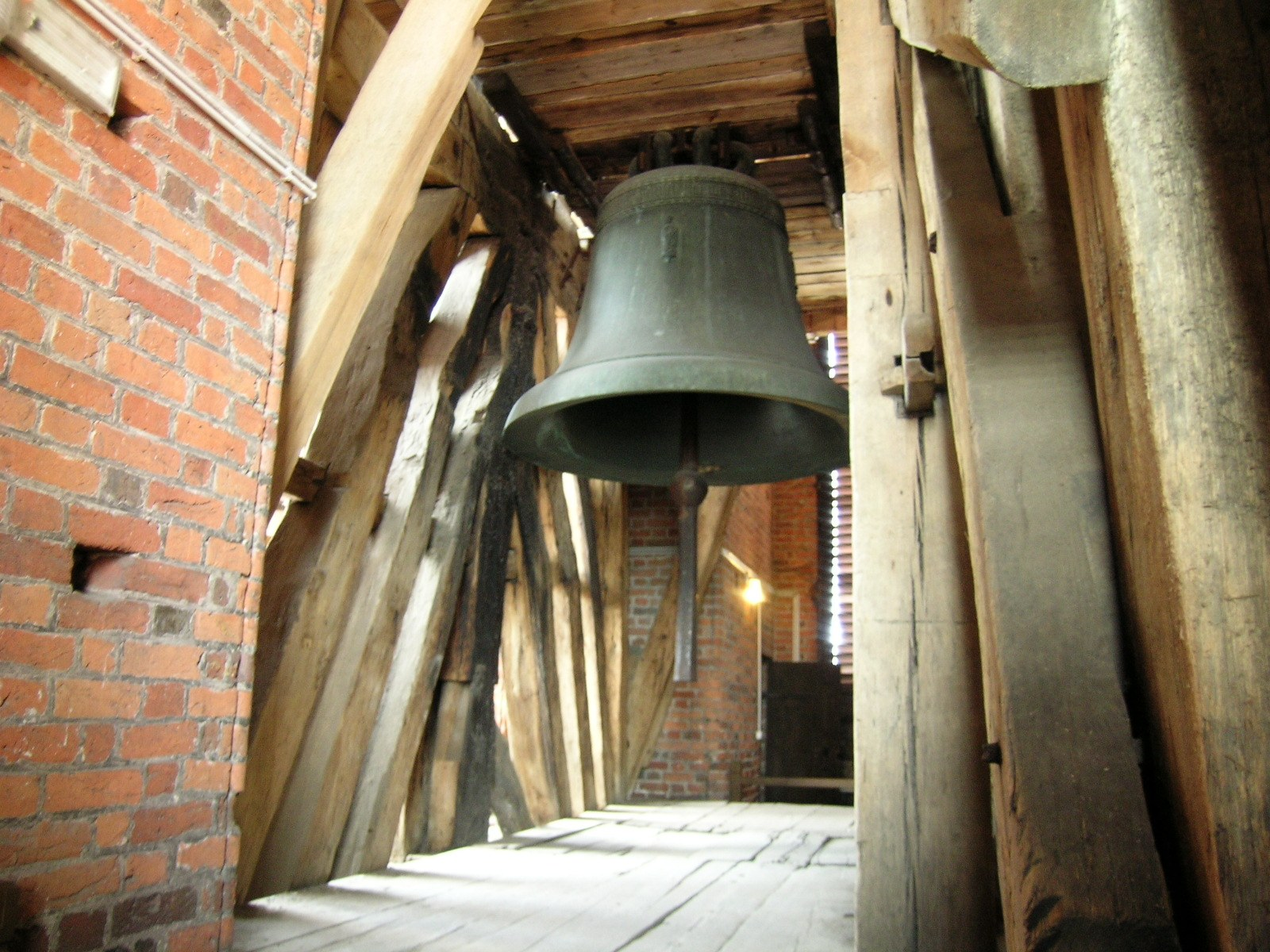
Katedralny dzwon Tuba Dei (Trąba Boża) z 1500 lub 1521 roku – największy średniowieczny dzwon w Polsce i jeden z największych średniowiecznych dzwonów kołysanych w Europie Środkowej

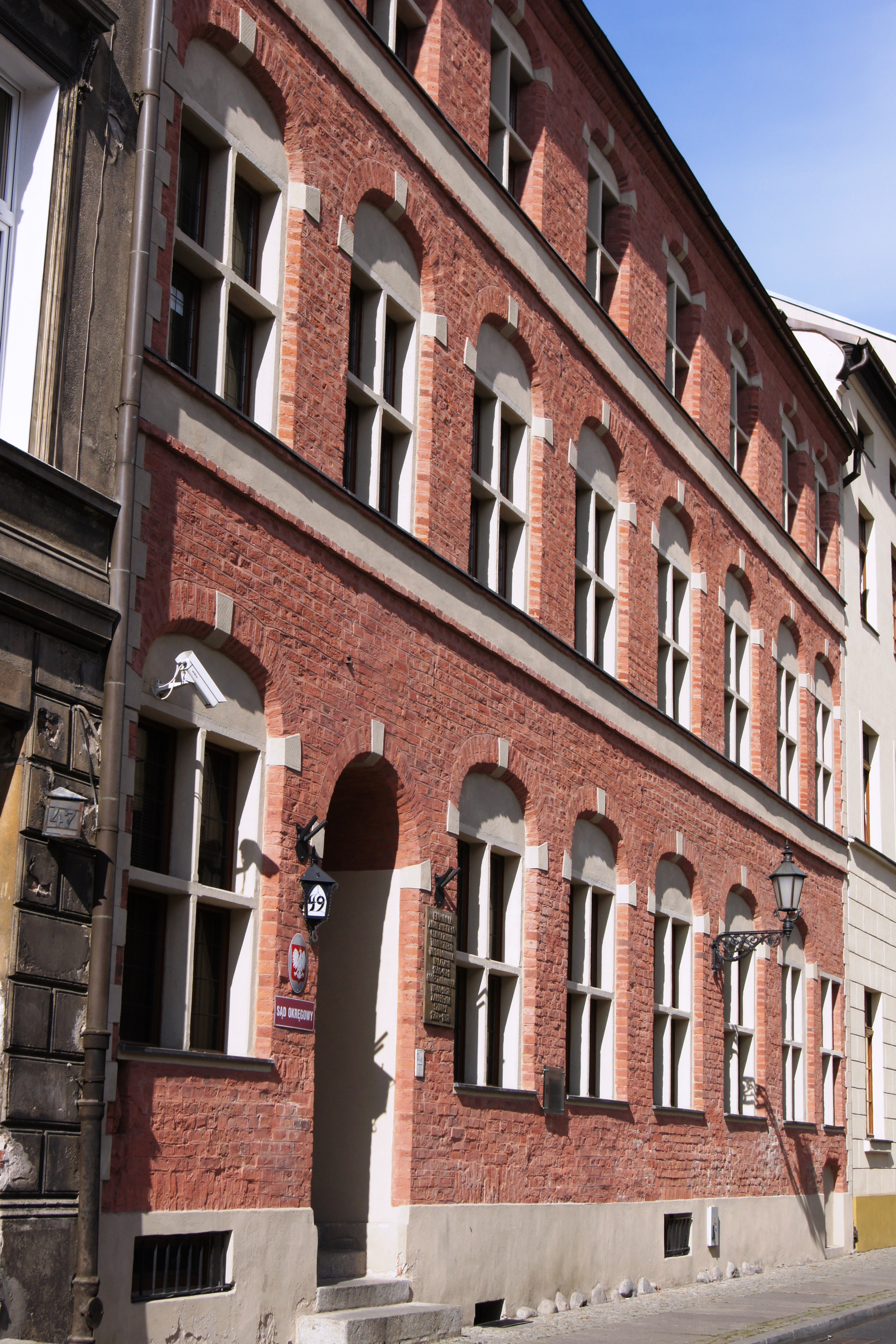
Dawne Gimnazjum Akademickie, obecnie Sąd Okręgowy

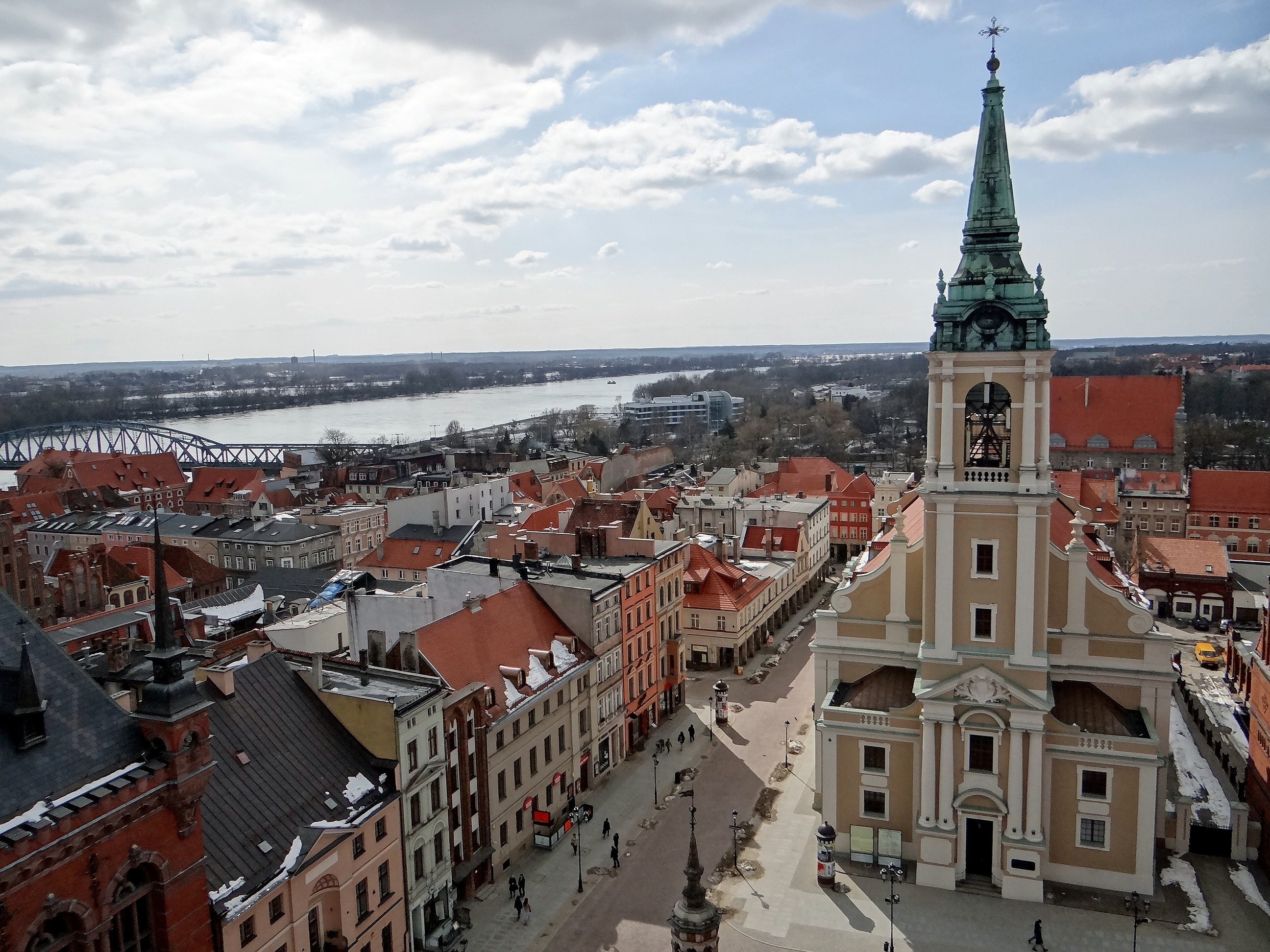
Kościół św. Ducha

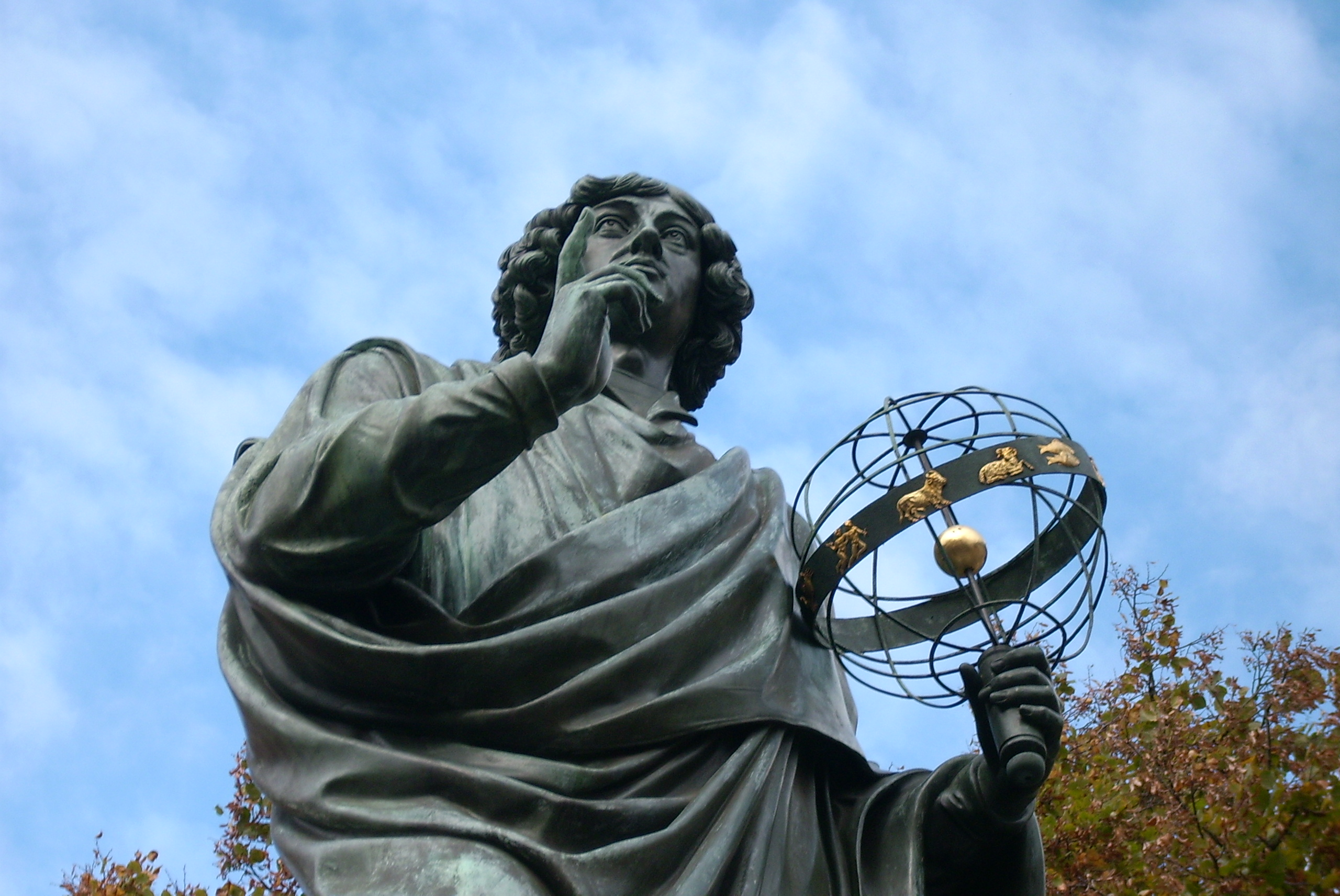
1853 roku odsłonięto pomnik Mikołaja Kopernika na Rynku Staromiejskim w Toruniu, dzieło berlińskiego rzeźbiarza Fryderyka Tiecka

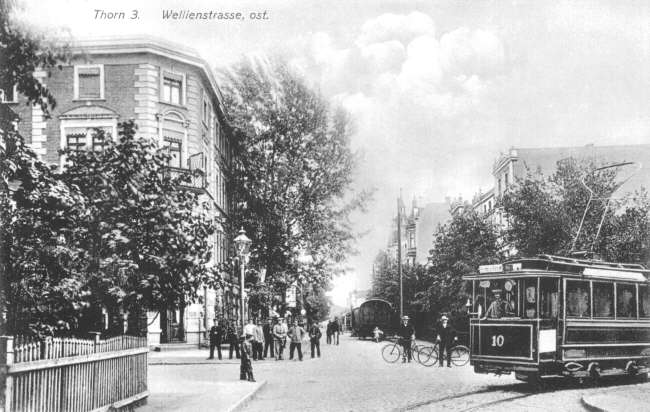
Tramwaj na ulicy Mickiewicza/Sienkiewicza, początek XX w.

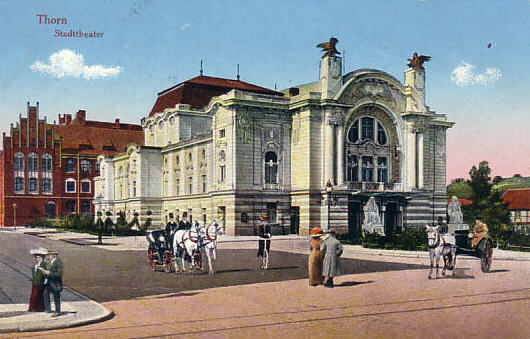
Budynek Teatru wybudowany w 1904 roku

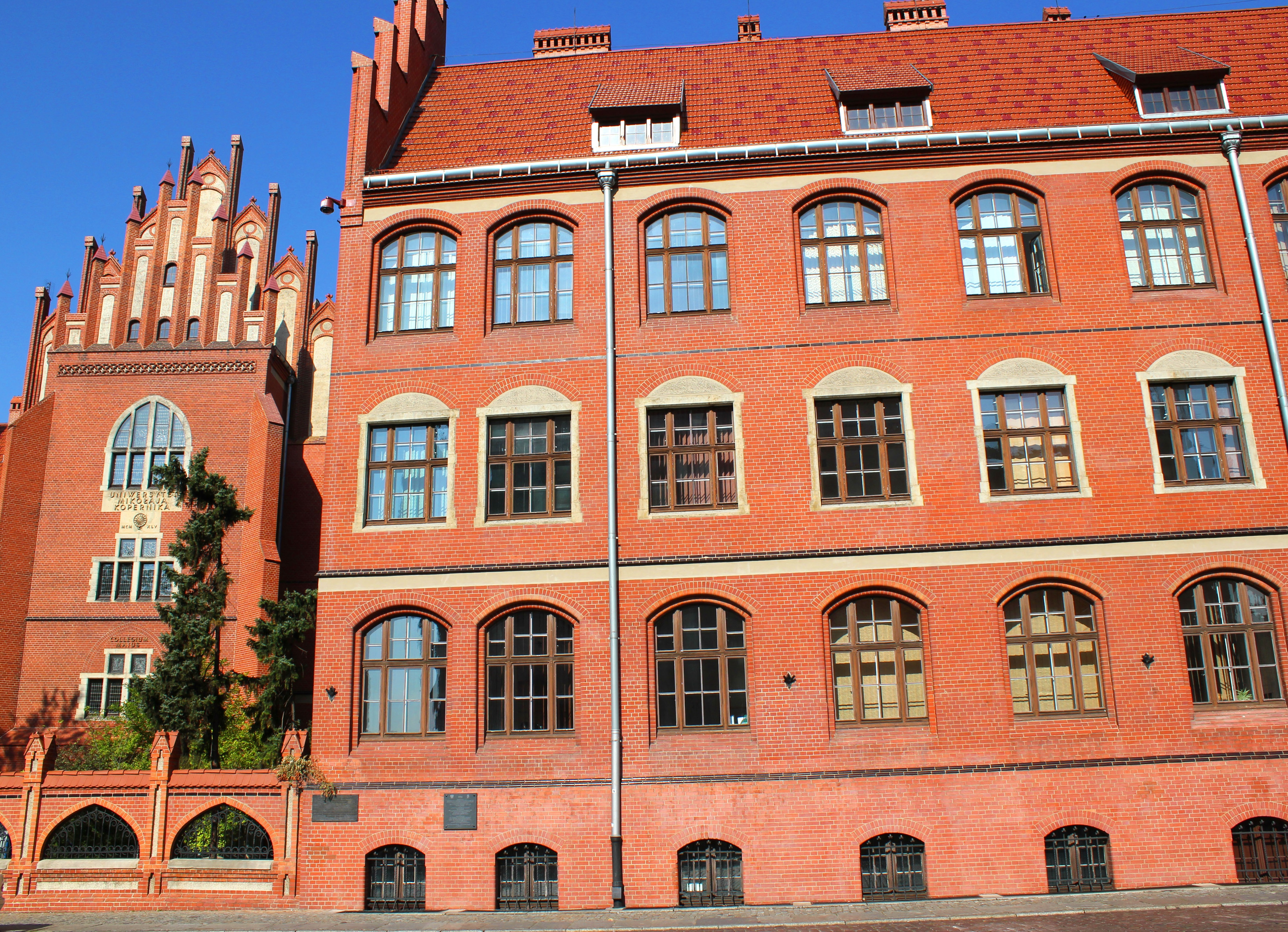
W 1920 roku Toruń stał się stolicą województwa pomorskiego, na zdjęciu Pomorski Urząd Wojewódzki

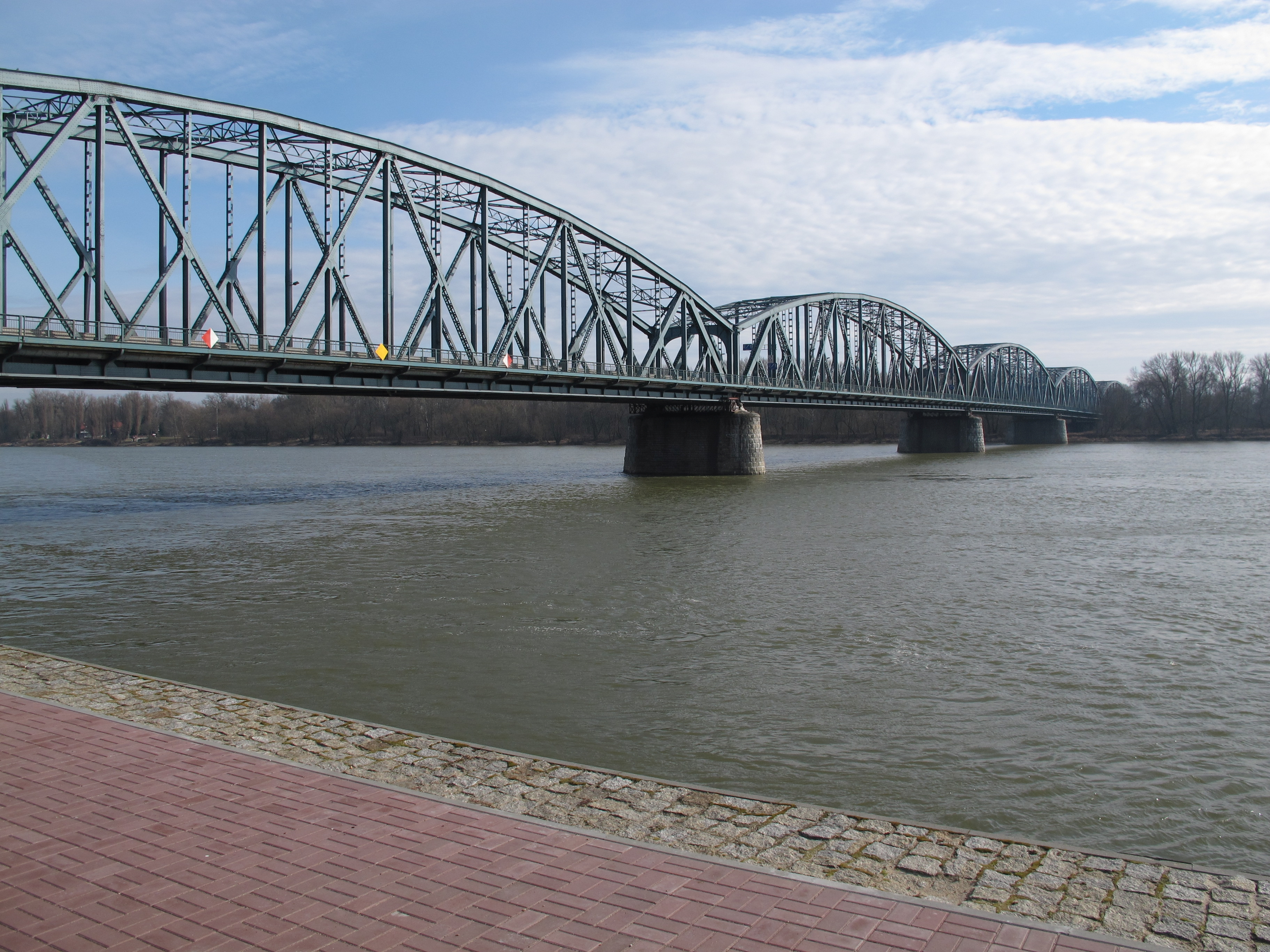
W 1933 roku otwarto Most drogowy im. Józefa Piłsudskiego przez Wisłę, na zdjęciu stan obecny

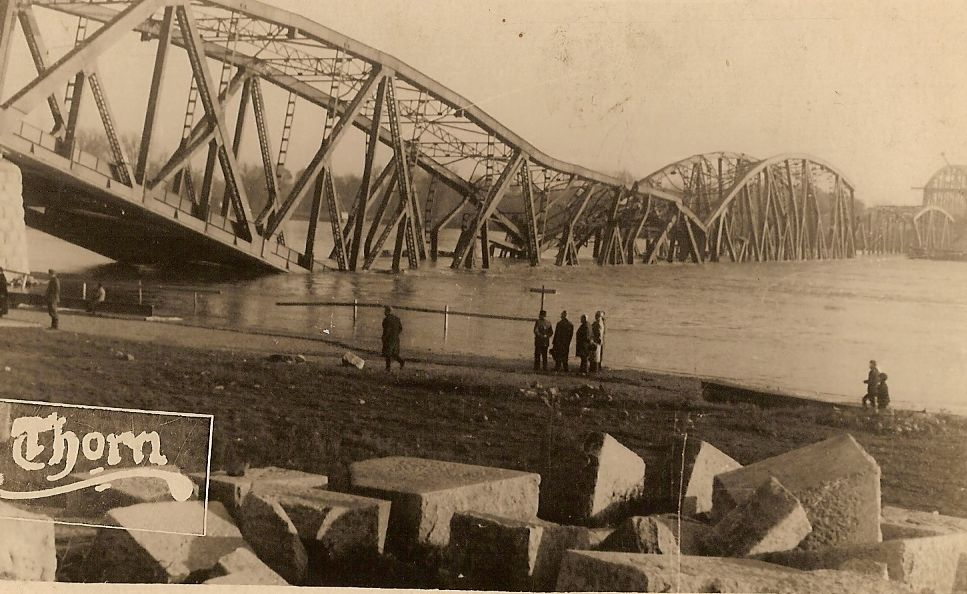
Wysadzony most drogowy im. Józefa Piłsudskiego na Wiśle przez wycofujące się wojsko polskie

Kalendarium historii Torunia – chronologiczne zestawienie najważniejszych faktów z dziejów miasta.

## Czasy krzyżackie (1228-1454)
- 1231 – niewielki oddział zakonu krzyżackiego kierowana przez Hermana von Balka założyła gród Toruń[1].
- 28 grudnia 1232 – Toruń i Chełmno otrzymały prawa miejskie. Kontrowersje wokół daty wzbudza hipoteza, jakoby podczas sporządzania dokumentu Nowy Rok zaczęto od Bożego Narodzenia 1232 roku, co mogłoby sugerować, że miasta otrzymały przywileje kilka dni później[2].
- 1233 – prawdopodobna data rozpoczęcia budowy zamku krzyżackiego[3].
- 1236 – translokacja Torunia na obecne miejsce[4]
- 1239 – osadzenie franciszkanów w Toruniu[5].
- 1242 – atak księcia Świętopełka na ziemię chełmińska, któremu Toruń się oparł[potrzebny przypis]
- 1243 – w klasztorze franciszkanów odbył się synod z udziałem legata papieskiego Wilhelma z Modeny[6].
- 1243 – utworzono diecezję chełmińską dla całej ziemi chełmińskiej[6]
- 1244-1247 – w Toruniu przebywa wielki mistrz krzyżacki Poppo von Osterna[potrzebny przypis]
- ok. 1251 – rozplanowano Rynek Staromiejski[7].
- 1 października 1251 – wydano odnowiony przywilej chełmiński[potrzebny przypis]
- 1252–1259 – prawdopodobny okres poszerzenia obszaru miasta w stronę północną i zachodnią; wchłonięcie przez miasto zabudowań klasztoru franciszkanów[potrzebny przypis]
- 1259 – przywilej wicemistrza pruskiego Gerharda von Hirzberga, pozwalający na wzniesienie domu kupieckiego na Rynku Staromiejskim w zamian za zrzeczenie się przez miasto prawa do młyna w Trzeposzu[potrzebny przypis]
- 2 kwietnia 1263 – osadzenie przez wielkiego mistrza Anno von Sangerhausena zakonu dominikanów[8]
- 13 sierpnia 1264 – ulokowano Nowe Miasto[9].
- 1266 – przyznanie Nowemu Miastu wszystkich przywilejów, jakimi cieszyło się Stare Miasto[potrzebny przypis]
- 1280 – Toruń został członkiem Hanzy. Kilku torunian pełni funkcje starszych kantoru Hanzy w Brugii (m.in. burmistrz Johann von Soest)[potrzebny przypis]
- 1309 – rozpoczęcie budowy kościoła parafialnego Nowego Miasta pod wezwaniem św. Jakuba[10].
- 1311 – zakon krzyżacki ufundował klasztor cysterek, które później przejęły zwyczaje benedyktyńskie[11]
- ok. 1320 – rozpoczęcie budowy nowego kościoła dominikanów[potrzebny przypis]
- 1335 – wyłączenie komturów toruńskich spod władzy komturów Ziemi Chełmińskiej i poddanie ich bezpośredniemu zwierzchnictwu wielkiego mistrza[potrzebny przypis]
- 1345 – potwierdzenie prawa patronatu nad toruńskim kościołem św. Jakuba zakonowi żeńskiemu, prawdopodobnie cysterkom[potrzebny przypis]
- 1349 – wskutek wyczerpania się miejsca na cmentarzu przy kościele śś. Janów, przekazano pod zarząd tego kościoła dotychczasową kaplicę szpitalną na Przedmieściu Chełmińskim pw. św. Wawrzyńca, z prawem pochówku tam mieszczan toruńskich[potrzebny przypis]
- 10 sierpnia 1351 – pożar Starego Miasta[potrzebny przypis]
- ok. 1385 – zbudowanie pierwszego, gotyckiego Dworu Artusa w Toruniu[12].
- 1389 – założenie Apteki Królewskiej, działającej do 2011 roku[13]
- 1391-ok. 1399 – gruntowna przebudowa Ratusza Staromiejskiego[14]
- XIV-XV wiek – okres największego rozwoju miasta, Toruń stał się jednym z największych miast w Polsce, był także dużym ośrodkiem handlowym. Ludność ok. 20000 mieszkańców[potrzebny przypis]
- 1403 – uzyskanie przez Toruń od wielkiego mistrza Konrada von Jungingen ograniczonego prawa składu, połączonego z przymusem drogowym[potrzebny przypis]
- 1 lutego 1411 – I pokój toruński[15].
- 1424–1428 – budowa przez Władysława Jagiełłę Zamku Dybowskiego na zachodnim brzegu Wisły[potrzebny przypis]
- 1440 – przystąpienie do Związku Pruskiego[potrzebny przypis]

## W granicach Rzeczypospolitej (1454-1793)

### Złote lata (XV-XVII wiek)
- 6 marca 1454 – powstanie antykrzyżackie, początek wojny trzynastoletniej; zburzenie zamku krzyżackiego i połączenie Starego i Nowego Miasta. Torunianie gruntownie przyczyniają się do zniszczenia państwa krzyżackiego, odgrywają kluczową rolę w antykrzyżackim Związku Pruskim, pośrednio otwierając Polsce drogę do Bałtyku[potrzebny przypis]
- 19 października 1466 – II pokój toruński[16].
- 19 lutego 1473 – urodził się astronom Mikołaj Kopernik[17].
- 1500 – jedna z dat (obok 1523) odlania dzwonu Tuba Dei[18][19].
- 1500 – otwarcie przez Wisłę mostu drewnianego[20].
- 17 czerwca 1501 – w Sali Królewskiej Ratusza umarł król Jan I Olbracht[21].
- 1506 – nadano Toruniowi status miasta królewskiego[potrzebny przypis]
- 1520 – w jednej z chat Mokrem zaczęli spotykać się pierwsi luteranie[22].
- 1520 – Zygmunt I Stary wydał w Toruniu dekret mający zatrzymać rozprzestrzenianie się tekstów Marcina Lutra w Polsce[23].
- 1521 – grupa mieszczan wypędziła z Torunia legata papieskiego i towarzyszących go biskupów, którzy przed kościołem św. Jana pragnęli spalić pisma i wizerunek Lutra[23].
- 1523 – druga z dat (obok 1500) odlania dzwonu Tuba Dei[24].
- 22 sierpnia 1523 – Zygmunt Stary wystawił dokument Reformatio Sigismundi, gwałtownie zmieniający organizację władz i ustrój Torunia[25][26].
- 1523 – rewolta pospólstwa przeciw Radzie Miejskiej, zakończona wystawieniem przez króla Zygmunta Starego tzw. „Reformatio Sigismundi”, wprowadzającego zmiany w ustroju Torunia[potrzebny przypis]
- 15 czerwca 1528 – rusza w mieście mennica królewska, w budynkach mennicy miejskiej przy ulicy Mostowej[potrzebny przypis]
- 18 lutego 1537 – Zygmunt Stary zniósł toruńskie prawo składu[potrzebny przypis]
- 16 maja 1555 – najstarszy zapis źródłowy dotyczący osady Podgórz, obecnie części urzędowej Torunia[27].
- 28 grudnia 1558 – król Zygmunt II August nadał Toruniowi przywilej wyznaniowy, gwarantujący protestantom swobodę wyznania[28].
- 1568 – szkoła świętojańska została podniesiona do rangi Gimnazjum[29].
- 1577 – pojawienie się kaznodziei Marcina Trisnera, początek ruchu kalwinistycznego w Toruniu[30].
- 1581 – otwarcie drukarni przy Gimnazjum Akademickim[potrzebny przypis]
- 1594 – uroczyste podniesienie Gimnazjum Toruńskiego do rangi Gimnazjum Akademickiego[31].
- 1594 – otwarcie pierwszego muzeum w północnej Polsce („Musaeum”), prekursora dzisiejszego Muzeum Okręgowego. Gromadziło szkielety zwierząt, obrazy, globusy, pamiątki po sławnych postaciach)[potrzebny przypis]
- 1598 – Gimnazjum Toruńskie podniesiono do rangi Gimnazjum Akademickiego[32].
- 1623 – założono Aptekę Radziecką[33].
- 1629 – odparcie pierwszego oblężenia Szwedów i budowa fortyfikacji bastionowych typu holenderskiego[potrzebny przypis]
- 1645 – w mieście odbyło się Colloquium charitativum, spotkanie ekumeniczne katolików i protestantów[34].
- 1658 – odzyskanie Torunia po wielomiesięcznym oblężeniu przez wojska króla Jana Kazimierza[potrzebny przypis]

### Okres wojen (XVII-XVIII wiek)
- 30 października 1702 – przybycie do Torunia króla Augusta Mocnego; rozpoczęcie przygotowań na wypadek oblężenia szwedzkiego, wprowadzenie do miasta 300 żołnierzy saskiej gwardii przybocznej[potrzebny przypis]
- 27 listopada-13 grudnia 1702 – obrady rady senatu z udziałem króla Augusta Mocnego oraz przedstawicielami szlachty[potrzebny przypis]
- 23 maja–14 października 1703 – wojska szwedzkie oblegały Toruń[35].
- 7-22 października 1709 – przebywa w Toruniu car Piotr I[potrzebny przypis]
- 1715–1718 – spór między Radą miejską a przedstawicielami kupiectwa i rzemieślników, zakończony konwencją grudziądzką (23 lutego 1718) zwiększającą kompetencje Ławy miejskiej i Trzeciego Ordynku[potrzebny przypis]
- 16-17 lipca 1724 – tumult toruński: podczas procesji w święto Matki Boskiej Szkaplerznej doszło do awantury pomiędzy uczniami kolegium jezuickiego a protestantami. Następnego dnia spór przerodził się w zamieszki, podczas których ludność protestancka zdemolowała kolegium i klasztor jezuicki[36][37].
- 9 grudnia 1724 – został ścięty Jan Gotfryd Rösner, burmistrz Torunia, uznany za winnego dopuszczenia do rozruchów w lipcu 1724 roku[38][39]. Wyrok na Rösnerze był szeroko komentowany w Europie i doprowadził do zaprzestania postrzegania Rzeczypospolitej jako państwa zapewniającego swobodę religijną[40][41].
- 18 lipca 1756 – poświęcono kościół św. Ducha[42].
- 20 marca 1767 – zawiązano konfederację toruńską[43].

## W Królestwie Prus (1793-1806)
- 24 stycznia 1793 – II rozbiór: wojska pruskie wkraczają do miasta. Ludność 6000 mieszkańców[potrzebny przypis]
- 7 kwietnia 1793 – oficjalne włączenie Torunia do Prus[potrzebny przypis]
- ok. 1797 – założenie ogrodu botanicznego przez dra Johanna Gottlieba Schultza[44]
- 6 grudnia 1806 – zajęcie miasta przez wojska francuskie dowodzone przez marszałka Michela Neya[45]

## W Księstwie Warszawskim (1807-1815)
- 7 lipca 1807 – traktat w Tylży – Toruń w Księstwie Warszawskim[potrzebny przypis]
- 21 kwietnia 1809 – na niespełna trzy tygodnie Toruń staje się stolicą Księstwa Warszawskiego[potrzebny przypis]
- 2 czerwca 1812 – cesarz Francuzów Napoleon I przybywa do Torunia[potrzebny przypis]
- 22 stycznia 1813 – pojawił się patrole jazdy kozackiej pod Toruniem[46]
- 10 lutego 1813 – wojska rosyjskie rozpoczęły bombardowanie miasta[46]

## W Królestwie Prus (1815-1920)
- 22 września 1815 – na mocy postanowień kongresu wiedeńskiego Toruń wraca do Prus[potrzebny przypis]
- 1828–1833 – wybudowanie Fortu św. Jakuba[47]
- 25 października 1853 – odsłonięto pomnik Mikołaja Kopernika autorstwa niemieckiego rzeźbiarza Christiana Friedricha Tiecka[48]
- 1854 – zorganizowano towarzystwo naukowe Coppernicus-Verein für Wissenschaft und Kunst[49]
- 10 kwietnia 1861 – zakończono budowę linii kolejowej Bydgoszcz-Toruń[50].
- 1861 – otwarto Muzeum Miejskie[51].
- 1867 – rozpoczęto wydawanie Gazety Toruńskiej[52]
- 14 sierpnia 1873 – został otwarty pierwszy, kolejowo-drogowy most przez Wisłę[53].
- 1873 – wybudowano linię kolejową do Olsztyna i Wystrucia[54].
- 1873 – zmodernizowano dworzec kolejowy Toruń Główny[55].
- 8 grudnia 1874 – konwencja konsularna między Rosją a Niemcami dotycząca utworzenia w Toruniu pierwszej placówki dyplomatycznej – Wicekonsulatu Rosji[potrzebny przypis]
- 16 grudnia 1875 – założono Towarzystwo Naukowe w Toruniu, jedno z pierwszych w Polsce[56]
- 1877–1894 – wybudowanie twierdzy pierścieniowej, wchodzącej w skład Twierdzy Toruń[57]
- 16 maja 1891 – na ulicach Torunia pojawiły się pierwsze tramwaje[58].
- 30 września 1904 – otwarto Teatr im. Wilama Horzycy w Toruniu[59]
- 1 kwietnia 1906 – wieś Mokre włączono do Torunia[60].

## Okres międzywojenny (1920-1939)
- 18 stycznia 1920 – jednostki Wojska Polskiego wkroczyły do Torunia[61].
- 7 kwietnia 1921 – założono Pomorskie Towarzystwo Muzyczne[62][63].
- 1922 – otwarcie lotniska na Bielanach[potrzebny przypis]
- 6 listopada 1922 – utworzono Oficerską Szkołę Marynarki Wojennej (OSMW) w Toruniu do 1938 roku[potrzebny przypis]
- 19 lutego 1923 – uruchomiono Książnicę Miejską im. M. Kopernika[64].
- 16 listopada 1924 – na ulicach Torunia pojawiły się pierwsze autobusy[58].
- 1933 – otwarcie drugiego po kolejowym, a pierwszego drogowego mostu przez Wisłę[potrzebny przypis]
- 1934 – zamknięcie mostu kolejowego dla ruchu kołowego (położono drugi tor kolejowy)[potrzebny przypis]
- 1935 – uruchomiono Rozgłośnię Pomorską Polskiego Radia, drugą pod względem mocy w kraju[potrzebny przypis]
- 1936 – przez miasta Pomorza przetacza się fala strajków i demonstracji, w czerwcu 1936 roku dochodzi w Toruniu do starć demonstrantów z policją, kilkanaście osób jest rannych, ginie działacz robotniczy Julian Nowicki[potrzebny przypis]
- 1 kwietnia 1938 – Podgórz został przyłączony do Torunia[65].

## II wojna światowa (1939–1945)
- 6 września 1939 – wysadzenie mostu kolejowego i drogowego na Wiśle przez wycofujące się wojska polskie[potrzebny przypis]
- 7 września 1939 – do miasta wkraczają oddziały Wehrmachtu – początek okupacji, Toruń wcielony do III Rzeszy w prowincji Gdańsk-Prusy Zachodnie[potrzebny przypis]
- 5 listopada 1939 – utworzenie organizacji konspiracyjnej Grunwald z siedzibą w Toruniu (z inicjatywy członków lokalnej siatki dywersji)[66]
- 1939 – w Forcie VII Niemcy założyli obóz dla internowanych osób cywilnych[potrzebny przypis]
- 28 października–prawdopodobnie 6 grudnia 1939 – w Barbarce Niemcy dokonali mordów ludności z Torunia. Łącznie zginęło ok. 600 Polaków[67]
- 5 listopada 1939 – przy ul. Batorego 11 odbyło się pierwsze spotkanie polskiej cywilno-wojskowej organizacji wojskowej Grunwald[66]
- koniec 1939 – powstanie organizacji konspiracyjnej pod nazwą Polska Akcja Niepodległościowa[68]
- koniec 1940 – założono niemiecki obóz przesiedleńczy „Szmalcówka”[69]
- 1945 – wysadzenie mostu kolejowego i drogowego przez uciekających Niemców[potrzebny przypis]
- 24 stycznia 1945 – na Podgórzu doszło do eksplozji wagonów kolejowych. W wypadku zginęło co najmniej 31 osób[70]
- 1 lutego 1945 – oddziały Armii Czerwonej wkroczyły do Torunia[71]

## Czasy najnowsze
- 3 marca 1945 – podjęto decyzję o likwidacji w Toruniu Urzędu Wojewódzkiego Pomorskiego i przeniesienia go do Bydgoszczy. Toruń zniesiono do rangi powiatu[72].
- 24 sierpnia 1945 – powołano Uniwersytet Mikołaja Kopernika w Toruniu[72].
- 1945 – Pomorska Rozgłośnia Polskiego Radia została przeniesiona do Bydgoszczy[72].
- 1953 – rozpoczęto budowę Obserwatorium Astronomicznego UMK[72].
- 1958-1966 – przeprowadzono prace archeologiczne na ruinach zamku krzyżackiego[72].
- 1959 – zakończono budowę Obserwatorium Astronomicznego UMK[72].
- lata 60. XX w. – rozwój przemysłu[72].
- 18 lutego 1973 – miała miejsce inauguracja Roku Kopernikańskiego w 500. rocznicę urodzin Mikołaja Kopernika[72].
- 1975 – rozpoczęto budowę Rubinkowa[72].
- 1 czerwca 1975 – powołano województwo toruńskie[72].
- grudzień 1991 – działalność rozpoczęła rozgłośnia katolicka Radio Maryja[72].
- 25 marca 1992 – na mocy bulli papieskiej powołano diecezję toruńską[72].
- 1993 – odbyła się pierwsza edycja festiwalu filmowego Camerimage[72].
- 4 grudnia 1997 – średniowieczny zespół miejski Torunia wpisano na Listę Światowego Dziedzictwa Kulturowego i Naturalnego UNESCO[72].
- 1 stycznia 1999 – powstało województwo kujawsko-pomorskie z siedzibą wojewódzkich władz samorządowych w Toruniu[72].
- 7 czerwca 1999 – wizyta papieża Jana Pawła II w Toruniu[72].
- 9 grudnia 2013 – oddano do użytku Most gen. Elżbiety Zawackiej[73].